# Količina gibanja
Količina gibanja ili zalet (oznaka p) je vektorska fizikalna veličina u klasičnoj mehanici koja opisuje gibanje tijela, a određena je (definirana) kao umnožak mase m i brzine {\displaystyle {\vec {v}}} tijela:
{\displaystyle {\vec {p}}=m\cdot {\vec {v}}}
Za sustav od više čestica ili tijela, za {\displaystyle {\vec {v}}} se uzima brzina njihovog centra masa. Mjerna jedinica je umnožak kilograma i metra u sekundi (kgm/s).
Derivacija količine gibanja po vremenu jednaka je sili koja na tijelo djeluje. To je opća formulacija drugog Newtonovog zakona, iz koje se lako dobije poznatiji oblik toga zakona za slučaj da masu tijela možemo smatrati nepromjenjivom:
{\displaystyle {\frac {\mathrm {d} {\vec {p}}}{\mathrm {d} t}}={\frac {\mathrm {d} (m\cdot {\vec {v}})}{\mathrm {d} t}}={\frac {m\cdot \mathrm {d} {\vec {v}}}{\mathrm {d} t}}=m\cdot {\vec {a}}={\vec {F}}}
Aproksimacija konstantne mase koristi se u većini primjena kod gibanja nerelativističkim brzinama. Najpoznatija iznimka je gibanje rakete, kojoj se masa prilikom ubrzavanja značajno smanjuje, s obzirom na to da velika količina goriva izgara u kratkom vremenu; tu se mora koristiti općenita formulacija drugog Newtonovog zakona pomoću količine gibanja.

## Drugi Newtonov zakon
Drugi Newtonov zakon (zakon gibanja) tvrdi da je promjena količine gibanja razmjerna sili koja djeluje, a odvija se u smjeru te sile. Kako je Newton količinom gibanja nazivao produkt mase i brzine (m · v), taj aksiom istovremeno određuje ili definira silu (F) i uvodi fizikalnu veličinu masu kao svojstvo tijela:
{\displaystyle F={\frac {\Delta (m\cdot v)}{\Delta t}}}
Ovdje je t oznaka za vrijeme. U klasičnoj mehanici, pod pretpostavkom nepromjenjivosti mase, jednakost poprima oblik:
{\displaystyle F=m\cdot {\frac {\Delta v}{\Delta t}}=m\cdot a}
i time se uvodi veličina koja se naziva ubrzanje ili akceleracija a. Iz Newtonove definicije slijedi da se sila može očitovati i kao promjena mase. To omogućuje da se klasična mehanika javlja kao poseban slučaj teorije relativnosti za brzine koje nisu bliske brzini svjetlosti.

## Zakon očuvanja količine gibanja
Važnost količine gibanja u fizici proizlazi iz zakona o očuvanju količine gibanja, koji je jedan od temeljnih zakona mehanike. Taj se zakon može izraziti na sljedeći način:
Količina gibanja izoliranog sustava je konstantna, odnosno, ukupna promjena količine gibanja u vremenu unutar izoliranog sustava jednaka je nuli.
Izraženo jednadžbom za sustav od N tijela:
{\displaystyle {\vec {p}}_{1}+{\vec {p}}_{2}+...+{\vec {p}}_{N}=\mathrm {konst.} }
odnosno:
{\displaystyle {\frac {\mathrm {d} {\vec {p}}_{1}}{\mathrm {d} t}}+...+{\frac {\mathrm {d} {\vec {p}}_{N}}{\mathrm {d} t}}=0}
Ovaj je zakon lako obrazložiti: zamislimo da se zatvoreni ili izolirani sustav (sustavu koji ne međudjeluje s okolinom) sastoji od N čestica. Na svaku česticu u svakom trenutku djeluje neka rezultantna sila pa će tako na i-tu česticu djelovati neka sila {\displaystyle {\vec {F}}_{i}}, koja je posljedica međudjelovanja s ostalim česticama, a na j-tu česticu će djelovati {\displaystyle {\vec {F}}_{j}}. Ukupna promjena količine gibanja u sustavu bit će jednaka zbroju svih sila koje djeluju među česticama. Budući da iz trećeg Newtonovog zakona znamo da je sila i-te čestice na j-tu česticu jednaka po intenzitetu, a suprotna po smjeru sili j-te čestice na i-tu česticu, možemo zaključiti da je vektorska suma svih unutarnjih sila u sustavu jednaka nuli. Ako je rezultantna sila jednaka nuli, tada je, uz gornje definicije, i promjena količine gibanja u vremenu jednaka nuli te vrijedi zakon o očuvanju količine gibanja.
Zakon o očuvanju količine gibanja posljedica je posebne simetrije Svemira: invarijantnosti fizikalnih zakona na translacije u prostoru. Ovakvo objašnjenje slijedi iz teorema Emmy Noether o vezi simetrije i zakona očuvanja.

### Zakon o očuvanju kutne količine gibanja
Zakon o očuvanju kutne količine gibanja temeljni je zakon mehanike prema kojem u zatvorenom fizikalnom sustavu (sustavu koji ne međudjeluje s okolinom) ukupna količina vrtnje svih čestica ili tijela ostaje sačuvana: 
{\displaystyle {\vec {L}}_{1}+{\vec {L}}_{2}+...+{\vec {L}}_{N}=\mathrm {konst.} }
gdje je: N - broj čestica. U kvantnoj mehanici važan je za razumijevanje svojstava molekula, atoma i atomskih jezgara.

## Impuls sile i količina gibanja
Uzmimo da se neka kugla mase m giba jednolikom brzinom v1. Djelujemo li na tu kuglu silom F, ona će dobiti ubrzanje ili akceleraciju a, pa će njena brzina v2 biti (jednoliko ubrzano gibanje po pravcu):
{\displaystyle v_{2}=v_{1}+a\cdot t}
Pomnožimo lijevu i desnu stranu ove jednadžbe s m, dobit ćemo:
{\displaystyle m\cdot v_{2}=m\cdot v_{1}+m\cdot a\cdot t}
Kako je prema 2. Newtonovom zakonu gibanja:
{\displaystyle F=m\cdot a}
to je:
{\displaystyle m\cdot v_{2}=m\cdot v_{1}+F\cdot t}
pa dobivamo:
{\displaystyle F\cdot t=m\cdot v_{2}-m\cdot v_{1}}
Umnožak sile F i vremena t, u kojem je sila djelovala na tijelo, zove se impuls sile, a umnožak mase i brzine zove se količina gibanja. 
Kako je m v2 = količina gibanja na kraju vremena t, a m v1 = količina gibanja prije djelovanja sile F, to je m v2 - m v1 = prirast količine gibanja. Prema tome, navedeni izraz u matematičkom obliku kazuje poučak o impulsu sile koji glasi: "Impuls sile za neko vrijeme t jednak je prirastu količine gibanja za to vrijeme". 
Ako kugla miruje prije djelovanja sile, to jest v1 = 0, onda je:
{\displaystyle F\cdot t=m\cdot v}
što znači da je impuls sile za neko vrijeme t jednak količini gibanja.

## Količina gibanja u relativističkoj fizici
Količina gibanja u relativističkoj fizici vektorska je veličina koja opisuje gibanje pri brzinama bliskima brzini svjetlosti c, i jednaka je umnošku mase i brzine čestice korigiranom Lorentzovim faktorom {\displaystyle \gamma }, 
{\displaystyle {\vec {p}}=\gamma \cdot m\cdot {\vec {v}}\,={\frac {1}{\sqrt {1-v^{2}/c^{2}}}}\cdot m\cdot {\vec {v}}\,}.
Ovaj je vektor dio četverovektora količine gibanja {\displaystyle p^{\mu }}, koji još uključuje i ukupnu energiju tijela {\displaystyle E},
{\displaystyle p^{\mu }=\left({\tfrac {1}{c}}E,{\vec {p}}\right)=\left({\tfrac {1}{c}}E,p_{x},p_{y},p_{z}\right)}
Njegov je iznos {\displaystyle |p^{\mu }|={\sqrt {p_{\mu }p^{\mu }}}} relativistička invarijanta te se ne mijenja pri prelasku s opisa gibanja iz jednoga inercijalnog sustava na opis gibanja iz drugoga sustava u relativnom gibanju, 
{\displaystyle |p^{\mu }|={\sqrt {{\frac {1}{c^{2}}}E^{2}-|{\vec {p}}|^{2}}}\;=\;mc}.
Iz ove relacije slijede relativistička formula za odnos količine gibanja, mase i energije,
{\displaystyle E^{2}=p^{2}c^{2}+m^{2}c^{4}}
te poznata formula za ukupnu energiju tijela u mirovanju,
{\displaystyle E=mc^{2}}.

## Količina gibanja fotona
Količina gibanja fotona skalarna je veličina koja uzimajući u obzir čestično-valni dualizam opisuje gibanje čestica bez mase, količnik je Planckove konstante h i valne duljine elektromagnetskoga vala λ: 
{\displaystyle p={\frac {h}{\lambda }}}